# 特比
特比（Tippi 或 Tepi）是埃塞俄比亞南部南方各族州卡法謝卡地區的小鎮，座標7°12′N 35°27′E / 7.200°N 35.450°E，海拔1,097米。鎮內有電力供應、郵政服務、機場。位於小鎮東北部的特比火山，高2,728米，是一座盾狀火山。根據埃塞俄比亞中央統計局2005年人口普查的資料，特比人口約19,231，其中男性10,113人，女性9,118人。